# Ascha (Russland)
Ascha (russisch Аша́) ist eine Stadt in der Oblast Tscheljabinsk (Russland) mit 31.881 Einwohnern (Stand 14. Oktober 2010).

## Geografie

Blick auf die Stadt

Die Stadt liegt am Westrand des Südlichen Ural etwa 380 km westlich der Oblasthauptstadt Tscheljabinsk in unmittelbarer Nähe zu Baschkortostan. Unterhalb der Stadt mündet der gleichnamige Fluss Ascha in den Sim, einen rechten Nebenfluss der Belaja.
Ascha ist der Oblast administrativ direkt unterstellt und zugleich Verwaltungszentrum des gleichnamigen Rajons.
Die Stadt liegt an der Südstrecke der Transsibirischen Eisenbahn Moskau – Samara – Tscheljabinsk – Omsk (Streckenkilometer 1725 ab Moskau). Wenige Kilometer südlich der Stadt verläuft die Fernstraße M5 Moskau – Tscheljabinsk.

## Geschichte
Ascha entstand 1898 im Zusammenhang mit der Errichtung eines Eisenwerkes bei der gleichnamigen, einige Jahre zuvor eröffneten Bahnstation. Am 20. Juni 1933 erhielt der Ort Stadtrecht. In Ascha bestand das Kriegsgefangenenlager 130 für deutsche Kriegsgefangene des Zweiten Weltkriegs.
Die Stadt erlangte Bekanntheit, als sich etwa zehn Kilometer südwestlich am 4. Juni 1989 (Ortszeit) der Eisenbahnunfall bei Ufa, der schwerste Eisenbahnunfall in der Geschichte Russlands und einer der schwersten weltweit, ereignete. Aus einer beschädigten Pipeline ausgeströmtes Gas hatte sich im Moment der Vorbeifahrt zweier Personenzüge entzündet. Bei der Explosion mit einer geschätzten Energie von 300 Tonnen TNT und dem darauf folgenden Brand kamen 573 (nach anderen Angaben 645) der 1370 in den Zügen befindlichen Personen (Passagiere und Personal) ums Leben.

### Bevölkerungsentwicklung
| Jahr | Einwohner |
| ---- | --------- |
| 1939 | 23.566    |
| 1959 | 36.494    |
| 1970 | 37.378    |
| 1979 | 36.122    |
| 1989 | 38.646    |
| 2002 | 33.926    |
| 2010 | 31.881    |

Anmerkung: Volkszählungsdaten

## Persönlichkeiten
- Galina Matwejewa (1933–2008), Prähistorikerin und Hochschullehrerin
- Danila Jemeljanow (* 2000), Fußballspieler

## Wirtschaft
Neben der Eisenhütte der AG Aschinski metallurgitscheski sawod gibt es ein Chemie- und ein Lampenwerk sowie Betriebe der Bau- und Holzwirtschaft.